# Max Bobrowski
Max Bobrowski (ur. 1890, zm. ?) – zbrodniarz hitlerowski, członek załogi niemieckiego obozu koncentracyjnego Mauthausen-Gusen i SS-Unterscharführer.
Członek Waffen-SS od 16 marca 1942 (wcześniej służył w Wehrmachcie). Od sierpnia 1944 do 5 maja 1945 był strażnikiem w Linz III, podobozie KL Mauthausen. Bobrowski był konwojentem więźniarskich drużyn roboczych i pełnił służbę wartowniczą.  
W procesie załogi Mauthausen-Gusen (US vs. Josef Bartl i inni) skazany został na 3 lata pozbawienia wolności za pobicie kolbą karabinu polskiego więźnia.